# Riu Sió
El Sió és un riu de la depressió central afluent per l'esquerre del Segre, amb un recorregut de 77 km, drena la Ribera de Sió. El seu cabal és molt magre perquè neix en una comarca de la Catalunya seca (la Segarra). Fins que no arriba a la Noguera i entra en zona de regadiu, hi baixa molt poca aigua.
Neix a la font de Gàver, a la Segarra, i passa a la vora de Sant Domí, el Castell de Santa Maria, Gàver, Estaràs, Santa Fe de Segarra, Montfalcó Murallat, les Oluges, Castellnou d'Oluges, Malgrat, la Prenyanosa, Tarroja de Segarra, Sedó, Riber, Hostafrancs, Concabella, Ratera, Golonor, Sisteró, Pelagalls, les Pallargues, Mont-roig de Segarra, Bellver d'Ossó (per on entra a l'Urgell), Ossó de Sió, Peraltes, Castellnou d'Ossó, Puigverd d'Agramunt, Agramunt, (per on entra a la Noguera) Preixens, Pradell de Sió, les Ventoses, Butsènit d'Urgell, Montgai, Flix, la Sentiu de Sió i Sant Jordi de Muller i s'uneix al seu col·lector, aigua amunt de Balaguer.

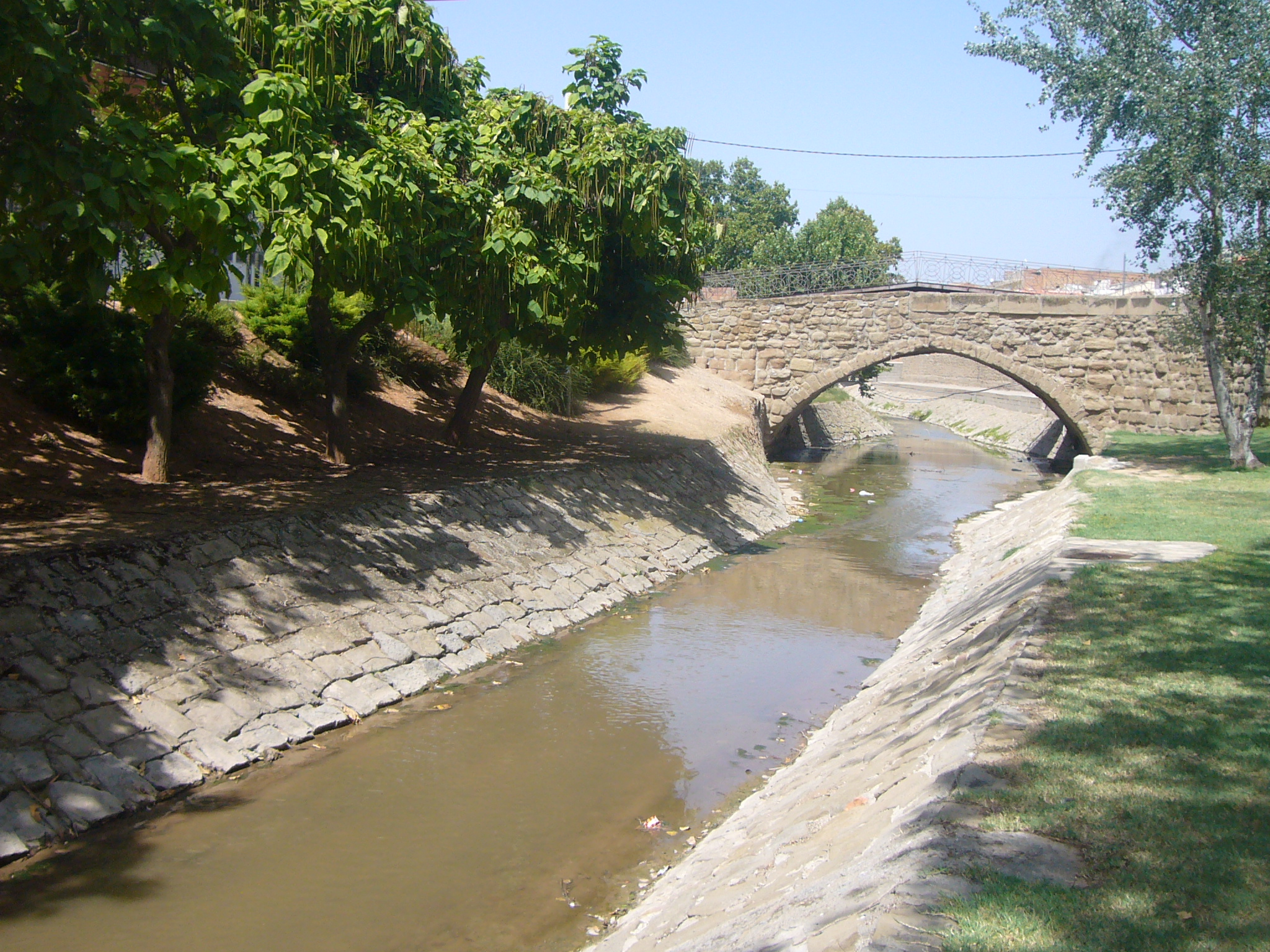
El pont de pedra d'Agramunt, d'origen medieval

Antigament, les seves aigües eren utilitzades com a força motriu dels molins de farina a Preixens, a les Ventoses, a Butsènit d'Urgell, a Flix, a la Sentiu de Sió i a Balaguer. De tot aquest patrimoni hidràulic només es conserva part del Molí de Butsènit i un petit tram de la seva séquia, entre el camp de futbol del nucli i l'inici de la bassa del molí. També està en funcionament el sifó del Sió a Muller.
Actualment es troba en un estat de contaminació greu i han desaparegut totes les espècies fluvials, almenys en els trams mitjà i baix. Hi eren característics el cranc de riu, el musclo de riu, les anguiles i els barbs fins que la indústria es va establir a la ribera del Sió.
A l'alçada d'Agramunt, el canal d'Urgell passa per damunt del riu Sió mitjançant un pont de ferro construït al segle xix.
L'any 2012 es va inaugurar un nou pont sobre el riu Sió per accedir a la població de Butsènit.
Una rovinada provocada per les fortes pluges el 3 de novembre del 2015 va provocar el desbordament del riu Sió a Agramunt, provocant la mort de quatre persones.